# Красна Поляна (Кабардино-Балкарія)
Красна Поляна (рос. Красная Поляна) — село у Майському районі Кабардино-Балкарії Російської Федерації.
Орган місцевого самоврядування — міське поселення Майський. Населення становить 56 осіб.

## Історія
Згідно із законом від 27 лютого 2005 року органом місцевого самоврядування є міське поселення Майський.

## Населення
| 2002 | 2010 |
| ---- | ---- |
| 68   | ↘56  |